# Батецкая (станция)

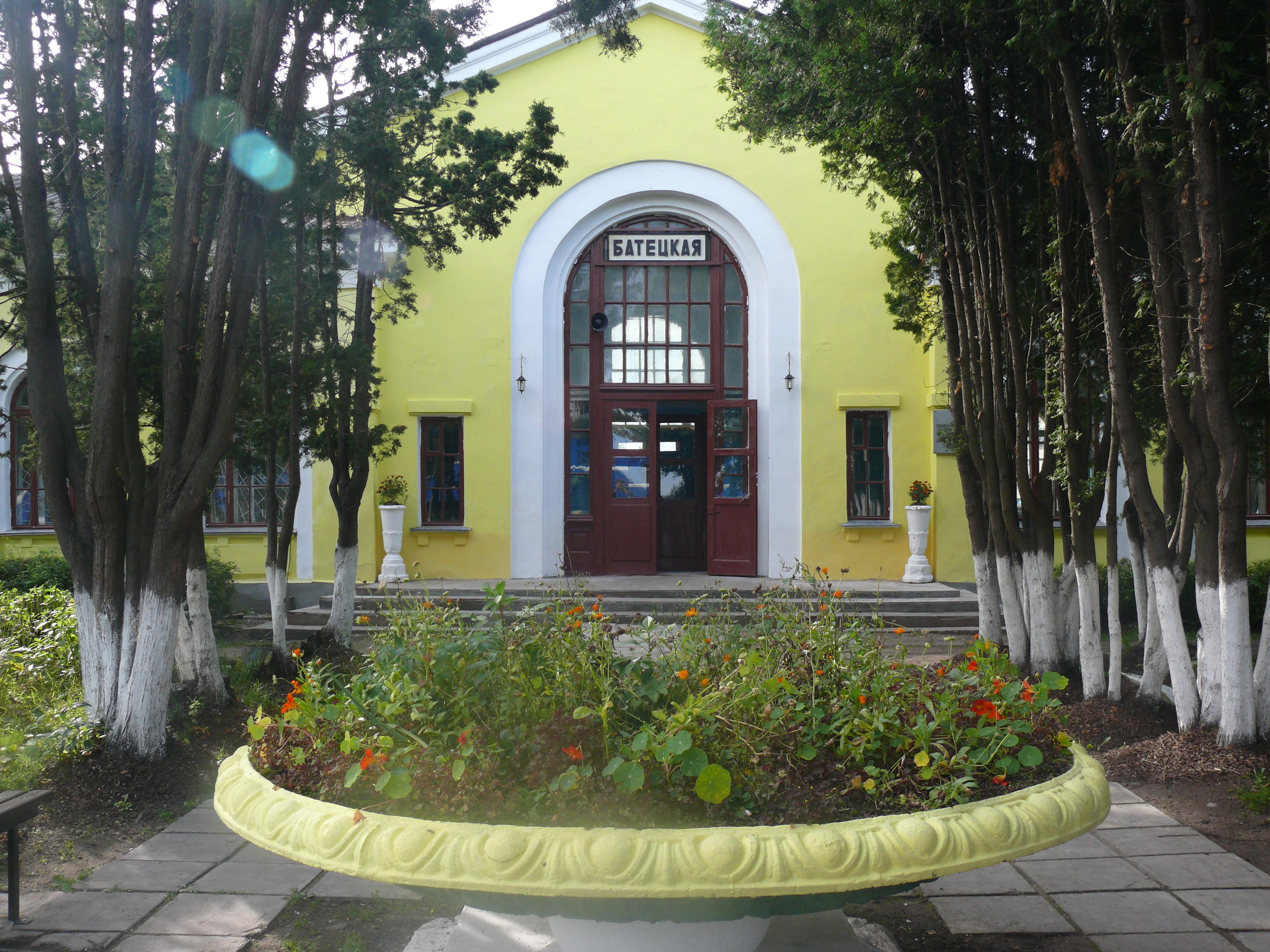
Вход в вокзал

Бате́цкая — узловая железнодорожная станция Санкт-Петербург-Витебского отделения Октябрьской железной дороги на пересечении железных дорог Санкт-Петербург — Витебск и Луга — Великий Новгород. Расположена в посёлке Батецкий Новгородской области, между остановочными пунктами 144 км и 152 км, на расстоянии 147 км от Санкт-Петербурга и 35 км от Луги.

## История
Станция открыта осенью 1903 года в составе Витебской дороги на 139 версте от Санкт-Петербурга. В 1916 году были построены железнодорожные ветки на Великий Новгород и на Лугу (железная дорога Новгород - Луга). До апреля 1975 года находилась в составе Псковского отделения Октябрьской железной дороги, в апреле 1975 года передана в состав Ленинград-Московского отделения, в 1992 году — в состав Санкт-Петербург-Витебского. До 1980-х годов числилась в категории главных узловых, после — в числе крупных узловых.
С 2012 здание вокзала закрыто. Кассы и терминалы для покупки билетов  отсутствуют. Таким образом купить билет от данной станции можно либо через интернет, либо в кассах других станций.

## Путевое развитие
Путевое развитие включает в себя 8 путей, из которых 5 погрузочно-разгрузочных, 3 пассажирских (первый и третий — для поездов, останавливающихся на станции, второй — для проходящих). Возле первого пути есть одна прямая боковая платформа. На ней расположен вокзал и багажное отделение постройки 1950-х годов, а также пост ДСП.
Ветвь из Луги примыкает к северной горловине станции, от этой же горловины отходит и ветвь на Новгород, относящаяся к Санкт-Петербургскому региону дороги. Примерно до 2001 года существовала соединительная ветка на Новгород, начинающаяся из южной горловины станции. Она позволяла поездам Луга — Новгород следовать через Батецкую без обгона локомотива. Ныне пригородные поезда на тепловозной тяге стоят на станции 30 минут для обгона локомотива. Дизель-поезда стоят 10-15 минут (время, необходимое машинисту для перехода из одной кабины в другую).

## Дальнее сообщение
По состоянию на июнь 2025 года вокзал отправлял и принимал поезда следующих направлений:
| № поезда       | Маршрут движения               | № поезда       | Маршрут движения               |
| -------------- | ------------------------------ | -------------- | ------------------------------ |
| 69             | Псков – Мурманск               | 70             | Мурманск – Псков               |
| 79             | Санкт-Петербург — Калининград  | 80             | Калининград — Санкт-Петербург  |
| 83             | Гомель – Санкт-Петербург       | 84             | Санкт-Петербург – Гомель       |
| 607            | Санкт-Петербург — Великие Луки | 608            | Великие Луки — Санкт-Петербург |
| 819 "Ласточка" | Петрозаводск — Псков           | 820 "Ласточка" | Псков — Петрозаводск           |

## Пригородное сообщение
По состоянию на лето 2016 года станция обслуживала следующие направления:
- Оредеж — Дно (пятница, воскресенье)
- Луга I — Новгород-на-Волхове (суббота, воскресенье до 30 октября)
- Новгород-на-Волхове→Санкт-Петербург (Витебский вокзал) (воскресенье до 30 октября)